# Jakob Varmeier
Jakob Varmeier, también escrito Jacob Varmeyers o Vahrmeyer (muerto el 25 de marzo de 1631), fue un abogado, matemático y astrónomo alemán.

## Biografía

### Juventud, educación y trabajo
Jakob Varmeier era hijo de un abogado del mismo nombre que se desempeñaba como consejero y juez local al servicio del obispo de Osnabrück, lugar de nacimiento de Varmeier. Siendo todavía un niño, Jakob evitaba los típicos juegos infantiles y destacaba por su llamativo comportamiento, muy tendente a la melancolía, lo que lo diferenciaba en gran medida de sus hermanos. Tras asistir a la escuela en Osnabrück, Varmeier comenzó a estudiar leyes, matemáticas y astronomía: 10311–10312  en la Universidad de Helmstedt en 1612, trasladándose a la Universidad de Rostock en 1614, donde trabajó como profesor particular. En 1622 se fue a vivir con su tío a Lübeck; allí se temió que quisiese atentar contra su vida al caminar sobre la muralla de la ciudad, viajando Varmeier posteriormente en compañía de su tío a Osnabrück y pasando a vivir de nuevo en casa de sus padres. La enfermedad mental que padecía lo volvió «somnoliento y, a menudo, incapaz» (sufría de melancolía y en ocasiones pensaba que no podía hablar ni escribir), motivo por el que tras solo tres semanas abandonó un puesto que había obtenido como mayordomo en 1624 para la familia von Pogwisch en Neukloster, si bien ese mismo año se mudaría a Rostock (donde intervino la maquinaria del reloj astronómico de la ciudad) y trabajaría como abogado (uno de sus hermanos, Theodor Varmeier, era también abogado y vivía en Rostock), asumiendo desde septiembre de 1626 y hasta 1629 el cargo de secretario en el tribunal del distrito de Sternberg; pese a que el público estaba satisfecho con su trabajo, Varmeier decidió volver a Rostock. Durante este lapso de tiempo contrajo matrimonio con Sophie, hija de Hajo von Nesse, canciller de Mecklemburgo-Schwerin, residiendo junto con su esposa en la casa de su suegra Anna von Nesse, ubicada en el n.º 34 de Neuer Markt.

### Asesinato de Hatzfeld

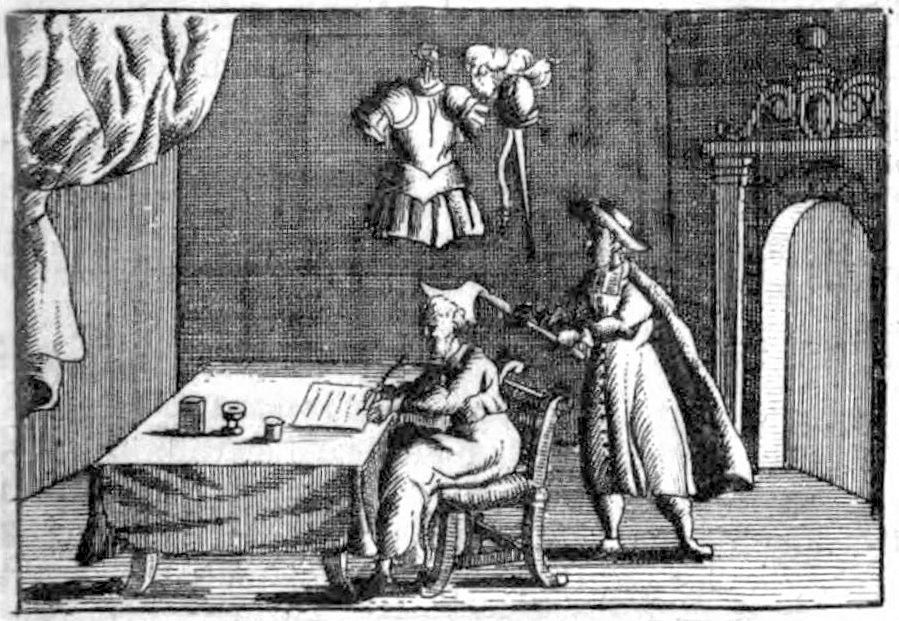
Representación contemporánea del asesinato del coronel Hatzfeld.

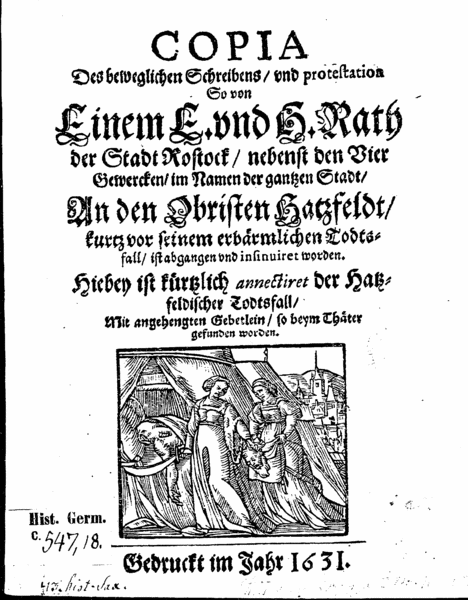
Xilografía de Judit y Holofernes en la portada de un folleto contemporáneo sobre el crimen.

Durante la ocupación de las tropas imperiales en la Guerra de los Treinta Años, el coronel Heinrich Ludwig von Hatzfeld se hospedó en la casa de Anna, motivo por el que Varmeier, su esposa y su suegra tuvieron que buscar otro alojamiento. Jakob logró establecer una relación de confianza con el coronel gracias a que ambos compartían algunos intereses científicos, teniendo Varmeier permiso para visitarlo sin necesidad de previo aviso. La noche del 20 de enero de 1631, Jakob, probablemente conmocionado por los horrores de la guerra y tras un «presentimiento», decidió matar al coronel por ser, según él, «elegido por Dios»; la causa de su delirio fue la leyenda bíblica de Judit y Holofernes, procedente del Libro de Judit (Jakob interpretó como una señal divina el hecho de que tanto él como Heinrich compartiesen la primera letra de sus nombres con los personajes bíblicos). Antes del crimen Varmeier pasó varios días rezando, ayunando y escribiendo una carta en la que justificaba sus acciones, documento que entregó al predicador de la iglesia del Hospital Espíritu Santo. La madrugada del 22 de enero Varmeier acudió a la casa del coronel portando un hacha y una cortina (más tarde testificaría que esperaba recibir una orden de Dios si el plan no era de su agrado, en cuyo caso hubiese arrojado el hacha y la cortina al agua). Fue admitido en la propiedad sin efectuarse un registro de los objetos que llevaba consigo, tras lo cual Jakob pidió ver a Hatzfeld para que este firmase algunos de sus pasaportes; mientras el coronel escribía, Varmeier lo mató y posteriormente le cortó la cabeza, la cual envolvió en la cortina, saliendo acto seguido de la casa sin ningún problema. Una vez fuera del inmueble entró en el sótano de la casa del senador Röseler en Neuen Markt para ocultar la cabeza, dirigiéndose después al sótano de una casa en la cercana Kistenmacherstraße,: 92  donde, acostado en una cama, rezó con la esperanza de que tras la muerte del coronel la guerra terminaría.

### Arresto y muerte
La guarnición imperial sintió un gran enfado a causa del asesinato, llegando los soldados al extremo de amenazar con cometer una masacre. Cincuenta centinelas irrumpieron en la casa del rector de la universidad, Johann Quistorp, y exigieron la entrega inmediata del culpable sin la celebración de un juicio; en caso de que Quistorp se negase, las casas de los universitarios serían saqueadas empezando por la del rector. Mediante el uso de la diplomacia Quistorp logró calmar a los militares, siendo el cadáver de Hatzfeld enterrado el 22 de enero en la iglesia de Rostock. Varmeier fue encontrado rápidamente y arrestado tras oponer resistencia; encerrado en una jaula frente a la Steintor (puerta situada al sur de las fortificaciones históricas de la ciudad de Rostock), y debido a que ya había confesado voluntariamente el crimen, el primer interrogatorio no se produjo hasta la tarde del 24 de enero. Varmeier volvió a confesar el asesinato y afirmó que «no quería, sino que fue ordenado por Dios», añadiendo que ya había sentido «enfriamiento en el corazón» en prisión.: 9  Los jueces cuestionaron estas declaraciones y dedujeron que Varmeier no había actuado solo, por lo que fue severamente torturado varias veces, si bien Jakob se aferró a su testimonio (un interrogatorio posterior a su suegra y a su esposa confirmaría su declaración). Dado que Varmeier enfatizó repetidamente durante la investigación que había actuado por un designio divino, el 27 de enero el gobernador imperial solicitó a la facultad de teología de la universidad y al ministerio eclesiástico en Rostock una opinión experta acerca del vínculo de Dios con el crimen. El informe resultante fue discutido en una reunión conjunta el 31 de enero y enviado al gobernador el 3 de febrero; en él, la facultad y el ministerio clerical negaron el alegato de Varmeier, concluyendo que el asesinato no fue obra de Dios sino de un sentimiento «maligno» acrecentado por la melancolía del perpetrador.: 244–249  Jakob murió el 25 de marzo de 1631 a consecuencia de las torturas a las que fue sometido, pese a lo cual su cadáver fue decapitado el 28 de marzo y posteriormente descuartizado, siendo las partes del cuerpo colgadas a modo de advertencia en la corte judicial y frente a la Petritor, la Mühlentor y la Kröpeliner Tor, todas ellas parte del grupo de puertas de la ciudad. Los restos mortales de Varmeier permanecieron colgados a la vista del público hasta la conquista de Rostock por los suecos el 6 de octubre, siendo los despojos enterrados en la iglesia de Kessin.: 95 